# Fungal Systematics and Evolution
Fungal Systematics and Evolution – międzynarodowe, recenzowane, ogólnodostępne, kolorowe czasopismo naukowe. Publikowane w nim są recenzje, artykuły naukowe, prace metodyczne, monografie taksonomiczne oraz opisy grzybów. Czasopismo wymaga, by zgłaszane do publikacji artykuły opracowane były zgodnie ze standardami naukowymi; próbki powinny być zdeponowane w fungarium, kultury w długoterminowej kolekcji zasobów genetycznych, sekwencje w GenBank, dopasowania w TreeBASE, a systematyka zgodna z Mycobankiem. Redaktorami czasopisma są międzynarodowi eksperci w zakresie mykologii. Nie ma ograniczeń co do długości artykułów, które są sprawdzane pod kątem plagiatowania. Za publikację artykułów nie są pobierane żadne opłaty ani wypłacane honoraria autorskie. Prawa autorskie zostają zachowane.
Rocznie wychodzą dwa numery czasopisma; w czerwcu i w grudniu. Artykuły publikowane są w języku angielskim i są dostępne online na zasadach open access.